# Euharistija
Euharistija (grč. εὐχαρıστία: zahvaljivanje), Sveta Pričest, Pričest ili Presveti oltarski sakrament kršćanski je sakrament, izvor, središte i temelj kršćanstva. Ustanovio ga je Isus na Posljednjoj večeri kao "spomen-čin" svoga potpunog predanja i žrtvovanja. Euharistija je izvor svih ostalih sakramenata, zato što je u euharistiji u najpotpunijem smislu prisutan Isus Krist od kojeg svi sakramenti dobivaju spasiteljsku snagu.
Ona je žrtva Tijela i Krvi Gospodina Isusa koju je On ustanovio ovjekovječujući tijekom stoljeća žrtvu Križa, sve do svoga ponovnoga dolaska, povjerivši Crkvi spomen-čin svoje Smrti i Uskrsnuća. U Euharistiji ne odvija se transmaterijalizacija misne žrtve (promjena oblika tvari, kruha i vina), nego se događa transupstancijacija (pretvorba), promjena biti, pa posvećena hostija postaje Tijelo, Krv, Duša i Božanstvo Isusa Krista.
| Euharistija je srce i vrhunac života Crkve, jer njome Krist Crkvu i sve njezine članove pridružuje svojoj žrtvi hvale i zahvaljivanja, koju je jednom zauvijek na krizu prinio Ocu; po ovom sakramentu on izlijeva milost spasenja na svoje Tijelo – Crkvu. Euharistijsko slavlje uvijek obuhvaća: navješćivanje Božje riječi, zahvaljivanje Bogu Ocu za sva njegova dobročinstva, naročito za dar Sina, zatim posvećenje kruha i vina i sudjelovanje u liturgijskoj gozbi primanjem Tijela i Krvi Gospodnje. Sve to tvori jedinstven bogoštovni čin. Euharistija je spomen-čin Kristova Vazma: to jest djela spasenja koje je Krist izvršio životom, smrću i uskrsnućem, a koje se uprisutnjuje po liturgijskom činu.— Katekizam Katoličke Crkve, 1407-1409 |

## Shvaćanje euharistije u različitim kršćanskim crkvama

### Katolička Crkva
Sveta pričest je kršćanski sveti sakrament. Za ovaj sakrament nije nužno da ga podijeli isključivo svećenik. Može ga podijeliti, primjerice i časna sestra, samo mora imati odobrenje. Prigodom svete pričesti, sveta se hostija daje jednom rukom. Hostiju pričesnik može primiti na jezik ili rukom. Sveta pričest se dijeli na svakoj svetoj misi, pred njen kraj. Euharistija je znak jedinstva, vez ljubavi, vazmena gozba, na kojoj Krist blaguje, duša se napunja milošću i daje nam zalog vječnog života.

#### Bit euharistijskog slavlja
Od najranijih početaka kršćanstvo je u Isusovoj muci i smrti gledalo žrtvu, koja se u euharistijskom slavlju ponavlja na nekrvan način tj: koja se ponovno uprisutnjuje. U poslanici Hebrejima stoji sljedeće "Imamo žrtvenik s kojega nemaju pravo jesti služitelji Šatora."
U drugom stoljeću u Didahe stoji sljedeće: "Na dan Gospodnji se skupljajte, lomite kruh i iznosite hvalu, pošto ste prethodno priznali vaše prijestupe, kako bi vaša žrtva bila čista. Svako koji je u svađi s bratom svojim neka ne dođe prije no što se pomiri s bratom svojim, kako vaša žrtva ne bi bila oskvrnjena."
Ovako gledanje na euharistiju se katoličkoj tradiciji zadržalo kroz stoljeća kao službeni nauk, tako da Tridentski sabor iznosi sljedeće ako službeni nauk: «Ova žrtva je prava žrtva pomirna
Prema katoličkoj teologiji za vrijeme mise žrtvu prinosi sam Isus Krist, koji se služi osobom svećenika i zato svećenik namjesto Isusa izgovara riječi: "Ovo je moje tijelo" i "Ovo je moja krv".
Prema katoličkom shvaćanju, dakle, misna žrtva odgovara na nekrvan način žrtvi na križu, koju je Isus podnio za ljude, za oproštenje grijeha. Isus u misnoj žrtvi dijeli iste milosti: euharistija uvećava ljubav Božju, čuva čovjeka od ropstva grijeha i prianjanja uz zlo i uzrokuje oproštenje grijeha. Tako ostaje Kristova žrtva na križu u Crkvi kroz cijelu povijest živa i djelotvorna.
Žrtveni karakter euharistijskog slavlja igra u katoličkoj teologiji veliku ulogu, dok ostali elementi kao karakter zahvale i zajedništva odlaze u drugu plan. Pa je tako moguće da u izvanrednim situacijama svećenik sam, bez prisutnosti vjernika slavi misu ili takozvana «tiha misa» kada svećenik tiho izgovara misne tekstove, a propovijed ispušta. Neovisno o zajednici vjernika valjanost mise ostaje nepovrijeđena i misa ima svoj potpuni učinak.
Pored žrtvenog karaktera zajednica vjernika okupljenih na misnom slavlju doživljava trajno zajedništvo s uskrslim i preobraženim Isusom i zahvaljuje na tom zajedništvu. Ovaj aspekt je ipak u drugom planu, a službeni nauk Tridentskog sabora kaže ovako: «Tko kaže da Bog u misi ne prinosi stvarnu žrtvu, ili da se žrtva ne sastoji ni u čemu drugom doli u Kristovom davanju za hranu, neka je izopćen».
Okupljeni narod Božji kod stola večere Gospodnje blagujući Tijelo Kristovo i sam postaje (mistično) Tijelo Kristovo.

#### Stvarna prisutnost
Prema katoličkom nauku su tijelo i krv Kristova u euharistiji «istinski, bitno i stvarni prisutni». Po euharistijskoj molitvi koju izgovara svećenik, a posebno po epiklezi (zazivu Duha Svetoga) i riječima pretvorbe (konsekracije) događa se misterij pretvorbe kruha i vina u tijelo i krv Kristovu. Budući da je Kristova zapovijed «ovo činite meni na spomen» bila upućen apostolima danas samo zaređeni svećenici mogu valjano slaviti euharistiju i vršiti pretvorbu, jer su samo oni nasljednici apostola.
Od 9. st. pretvorba kruha i vina u tijelo i krv Isusa Krista sve više objektivizira i o tome se pod utjecajem Aristotelove filozofije sve više filozofira i teologizira. Tako da 1215. g. Četvrti Lateranski koncil proglašava dogmu o pretvordbi (transupstancijaciji). Od tog vremena su se u katoličkoj tradiciji razvili razni oblici štovanja presvetog sakramenta: klanjanja hostiji, izlaganja u monstrancama posvećenih hostija i vina, tijelovske procesije itd. Izvještaji o čudima vezanim uz presveti sakrament kao npr.: hostije koje krvare, pretvaranje hostije u tzv. Čovjeka boli, i sl. potkrepljuju i potvrđuju ispravnost dogme.
Za Katoličku Crkvu je dakle u posvećenoj hostiji Isus realno prisutan i ostaje prisutan također i nakon misnog slavlja, zbog čega se hostije čuvaju u tabernakulu (svetohraništu) i zbog čega katolici ne samo štuju hostiju kao npr. likovne prikaze Isusa, nego se klanjaju hostiji u kojoj je pravi Bog Isus Krist prisutan. Katolička teologija ne nalazi nikakvu oprečnost između činjenice da i nakon pretvorbe kruh i vino ostaju oblikom kruh i vino i vjere, da je u euharistijskom kruhu i vinu Kristova prisutnost prava i stvarna.

#### Pričest
Sakrament euharistije se događa po korektno izvršenom činu pretvorbe, dakle ex opere operato. Katolička Crkva preporuča čestu pričest pa čak i dnevnu, a primanje svete pričesti drugi put u istom danu je dozvoljeno jedino u tijeku svete mise na kojoj vjernik sudjeluje. Dakako pričestiti se može samo onaj koji ispunjava potrebne uvjete. Jedan od glavnih uvjeta je vjera da je u posvećenoj hostiji Krist stvarno prisutan, i zbog toga se djeci ne dijeli pričest jer ne mogu razlikovati euharistiju od običnog kruha. Izuzetak su istočne katoličke crkve kod kojih je praksa da se kod krštenja djeci podijeli u pričest. Drugi uvjet za primanje pričesti je biti u stanju bez teškog grijeha, u protivnom onaj koji se želi pričestiti mora se izmiriti s Bogom u sakramentu svete ispovijedi.
Prema katoličkoj vjeri je Isus Krist pod prilikom kruha kao i pod prilikom vina potpuno i živo, tijelom i krvlju, dušom i božanstvom potpuno prisutan, za razliku od nekih drugih uvjerenja koja kažu da je u kruhu prisutno samo tijelo, a u vinu samo krv. Tako za potpunu i pravu pričest nije nužno da bude pod obje prilike, teološki promatrano dovoljna je pričest pod samo jednom prilikom. Iz ovakvog vjerovanja u visokom srednjem vijeku se razvila praksa da se laicima ne pruža prilika za pričest pod obje prilike, a kasnije je i izrijekom zabranjeno laicima dijeliti pričest pod obje prilike, što je bilo utemeljeno opasnošću da se zbog gužve i sl, kalež prolije i tako obeščasti krv Kristova. Danas je pričest pod obje prilike opet moguća za sve vjernike koji se mogu pričestiti pod jednom prilikom, Crkva preporuča podjelu pričesti pod obje prilike posebno na Veliki četvrtak. No to još nije posvuda praksa.

### Pravoslavne Crkve
Također Pravoslavne Crkve su mišljenja da su kruh i vino uistinu tijelo i krv Kristova. Pravoslavna liturgija ima paralele sa židovskim bogoslužjem u hramu. Za razliku od rimokatoličkog nauka o euharistiji pravoslavna teologija ne poznaje konkretnu formulu po kojoj svećenik izvršava pretvorbu. Misterij euharistije događa se po liturgiji kao cjelini pri čemu zaziv Duha Svetoga nad darove ipak ima središnje značenje. Pravoslavna Crkva ne poznaje filozofsko objašnjenje o načinu na koji se pretvorba događa. Izraz transupstancijacija se obično ne upotrebljava, a djelomično se čak i eksplicitno odbacuje. Euharistija vrijedi kao žrtva, točnije kao uprisutnjenje žrtve Kristove.
Primanje euharistije od ne-pravoslavaca je nemoguće, jer prema pravoslavnom vjerovanju Crkva su oni koji primaju euharistiju, i na taj način nepravoslavni pričešću postaju automatski pripadnici Pravoslavne Crkve. Kada vjernik želi primiti euharistiju obično se mora prijaviti dan ranije svećeniku. Ovo vrijedi prije svega za strance koje svećenik ne poznaje osobno. Prisutnost vjernika je jednako tako važna za slavlje euharistije kao i prisutnost samog svećenika – euharistijska liturgija bez vjernika je jednako nemoguća kao i bez svećenika. Svećenik smije slaviti euharistiju najviše jednom dnevno. Euharistija se smije slaviti u svakoj pojedinoj crkvi najčešće jednom dnevno. I također vjernik smije najviše jednom dnevno sudjelovati na euharistiji. Dnevna pričest je kod pravoslavaca također i za svećenika prilično neuobičajena. Obično se i svećenici pričešćuju jednom tjedno. Svi kršteni pravoslavci smiju primati pričest također i mala djeca iz razloga što Pravoslavna Crkva vjeru razumije u smislu povjerenja, a ne spoznaje. Za takvu vjeru su i mala djeca sposobna. Dakako neke Crkve zahtijevaju od odraslih pričesnika potpunu sakramentalnu ispovijed večer prije. To je dovelo prakse da u nekim pravoslavnim crkvama odrasli primaju pričest samo nekoliko puta godišnje a inače sudjeluju u euharistiji samo kao promatrači. U današnje vrijeme ima mnogo nastojanja da se ponovno oživi praksa tjedne pričesti.
U Pravoslavnim Crkvama kruh koji se posvećuje je napravljen od kvasnog kruha koji je za vrijeme pečenja označen kršćanskim simbolima. Kvasni kruh označava prispodobu o Kraljevstvu Božjem, vino koje se rabi u euharistiji je obično crveno i miješa se s jednom trećinom kipuće vode tako da se dobije tjelesna temperatura «bevande» kojom se služi misa. Kruh i vino se prije podjele vjernicima pomiješaju u jednom zlatnom kaležu i onda se ta smjesa s malom zlatnom žlicom dijeli vjernicima. Ako preostane, taj ostatak svećenik jede još za vrijeme liturgije, ne čuva se. Kao što čuvanje nije uobičajeno, tako ni čašćenje euharistijskog kruha nije uobičajeno izvan liturgije. Pravoslavna Crkva ne poznaje tijelovske procesije. Samo ako se pričest nosi nekom bolesniku koji je u krevetu, odvaja se dio kruha koji se ne mješa s vinom. Preostali, vanjski dio kruha kojeg se blagoslovi ali ne konsekrira (tzv. Antidoron) dijeli se nakon liturgije vjernicima koji ga odmah pojedu ili ponesu kući. Taj blagoslovljeni kruh mogu konzumirati i ne pravoslavni vjernici.

### Luterani
Martin Luther je kritizirao pojedina mjesta rimokatoličkog poimanja sakramenta euharistije. Pri tome se pozivao na evanđelje i na svoje interpretacije evanđelja. Njegovo kritika je najviše pogađala rimokatoličko poimanje mise kao žrtve i nauk o transsupstancijaciji.

### Lutherovi argumenti protiv rimokatoličkoga poimanja misne žrtve
Kod katolika je misa shvaćena kao žrtva koju svećenik prinosi Bogu. Luther ponovno postavlja milosni karakter mise u kojem vjernicima na večeri Gospodnjoj milost po smrti Kristovoj biva podijeljena od svećenika. Prije svega iz tog razloga je za njega rimska misa predstavljala "najveći i najstrašniji zločin od svih papinskih bezbožništva".
Sakrament je bio samo pod jednom prilikom podjeljivan vjernicima. Umjesto toga je Luther zahtijevao podjelu pričesti po uzoru na posljednju večeru gdje su svi pili iz kaleža.
«Luther se protivi tradicionalnom učenju o objektivnoj djelotvornosti (ex opere operato) sakramenta.»  Da bi se od sakramenta euharistije imalo duhovne koristi nužna je nazočnost vjernika na euharistijskom slavlju. Vjera i sakrament spadaju skupa. Inače sakrament djeluje, ali ne za spas nego za posljednji sud.
Za vjernika je korisno i puno blagoslova prisustvovanje bogoslužju i gledanje čina pretvorbe. Iz tog razloga su srednjovjekovni vjernici prisustvovali misi, ali bez pričesti. To jest, pričest je bila vrlo rijetka. Čest je bio slučaj da su vjernici išli manje jednom od tri godine na pričest. Luther je protestirao protiv takve prakse i naglašavao da je primanje sakramenta u pričesti bitni dio mise, tvrdeći da onaj tko samo pasivno sudjeluje na misi nema nikakve duhovne koristi od sakramenta euharistije.
U to vrijeme su ceremonije za vrijeme mise su toliko bile bogate, da se često išle na uštrb propovijedi, za koju više jedva da je bilo vremena. Za Luthera je to bilo nedopustivo jer je on smatrao da propovijed igra jednaku ulogu kao i sama pretvorba. 

#### Lutherova kritika rimokatoličkoga nauka o transsupstancijaciji
Lutherova kritika rimokatoličkog nauka o transupstancijaciji nije išla u smjeru da negira Kristovu realnu prisutnost u prilikama kruha i vina. Po tom pitanju se Luther u potpunosti slagao s rimokatoličkim naukom. Njegova kritika je bila usmjerena podizanje nauka o transubstancijaciji u rang dogme, jer je tako predstavljala jedini pravi istiniti nauk koji za obvezujući za sve. «Za njega je ona ponajprije privatno teološko mišljenje, a ne dogma.» Zahtjev da taj nauk bude za sve obvezujući je Luther energično odbijao, jer po tom nauku je implicitno ako već ne i eksplicitno sakrament postavljen iznad riječi. Prema Lutherovom gledanju je sakrament jednako važan kao i riječ, tj. vidljiva riječ.

#### Kristova stvarna prisutnost u euharistiji
Luteranski stav prema realnoj prisutnosti Kristovoj u euharistijskom kruhu i vinu se u mnogočemu razlikuje od rimokatoličkog. Luther odbacuje svaku upotrebu euharistijskog kruha i vina koja nije utemeljen na evanđeoskim izvještajima o posljednjoj večeri, ponajprije u tijelovskim procesijama. Sakrament se po njegovom shvaćanju mora podijeliti i odmah za vrijeme euharistijske službe konzumirati. Dakako i Luther vjeruje u realnu prisutnost Kristovu u euharistijskom kruhu i vinu.
I nakon Lutherova odcjepljenja od Rima i nakon njegove smrti u Luteranskim Crkvama je ostala praksa izlaganja presvetog sakramenta u monstrancama i pohranjivanja u svetohraništu ili tabernakulu. Dakako da su i Lutherani dugo godina nakon njegove smrti razlikovali konsekrirani kruh od običnoga i prema hostijama preostalim nakon mise se odnosili na sličan načina kao što to čine i rimokatolici. Sam Luther je otpuštao župnike iz službe koji nisu pravili razliku između konsekriranih i nekonsekriranih hostija. Lutherov odnos pun strahopoštovanja prema kosekriranim hostijama i vinu potvrđuje njegovu osobnu vjeru u Kristovu realnu prisutnost.
Prema Lutherovom uvjerenju da je Krist u slavljenju mise realno prisutan, njegovu krv i tijelo mogu primiti i vjernici i nevjernici. Dakle, vjera ne uzrokuje sakrament, nego Isusovo obećanje «Ovo je moje tijelo – Ovo je moja krv». Po Kristovoj prisutnosti u euharistiji, koja nije uvjetovana osobnom vjerom, svaki pričesnik bio on vjernik ili ne prima okrepu i snagu.  Sakrament stvara vjeru, a ne vjera sakrament.
U pogledu realne prisutnosti Kristove u euharistiji tek nakon Lutherove smrti dolazi do različitosti među Lutheranima. Prema shvaćanju Philippa Melanchtona, koje je kasnije bilo zapisano u luteranskim Vjeroispovijestima, je Krist prisutan «u, s, i pod» prilikama kruha i vina. Ali to se shvaća tako da je realna prisutnost aktualna samo za vrijeme euharistijskoga slavlja, ne nakon toga.

### Anglikanska Crkva
Anglikancima je teško razumljivi nauk o transsupstancijaciji već ranije bio kamen spoticanja. Ali smatra se da je Anglikanska Crkva neko vrijeme nakon raskola između Engleske i Rima pod Henrikom VIII., zastupala istovjetan nauk o euharistiji kao i službeni Rim. Ali dolaskom Edvarda VI. u Englesku dolazi njemački reformator Martin Bucer. Bucer je kao profesor teologije na Cambridgeu izvršio veliki utjecaj na teologiju Engleske Crkve. U to vrijeme je biskup Thomas Cranmer zastupao u određenoj mjeri luteransku poziciju, a njegov kolega Ridley kalvinističko-zwinglijevsku. Bucer se trudio posredovati između njih dvojice i dovesti do pomirenja luteranske i kalvinističke ideje kako je to već bilo učinjeno na kontinentu. On s jedne strane poriče osjetilima dostupnu Kristovu prisutnost u euharistijskom slavlju, dok s druge strane kaže da je Krist prisutan u prilikama kruha i vina. Kristova prisutnost ne može se shvatiti svjetskim umom, nego samo vjerom. Iz ove kontaverze o euharistiji Bucer se izvlačio pozivajući se na 6. poglavlje Ivanova evanđelja koje sadržava bitne misli za shvaćanje euharistije.
Zwingli i Luther su se slagali u dvije stvari a to su: prvo da se u Iv 6 govori samo o duhovnom blagovanju i drugo da se u ovom poglavlju ne radi o uspostavi euharistije. Rimokatolička strana je naglašavala čvrstu vezu između Iv 6 i uspostave euharistije. I baš na osnovu Iv 6 temeljila nauk o pričesti pod jednom prilikom jer se tamo radi samo o kruhu.
Luther i Zwingli interpretiraju pojam «tijelo» sasvim različito. Kada piše «… tijelo ne služi ničemu…» to interpretira Luther u smislu ljudskog razuma, a Zwingli u smislu materijalnog tijela. Za Zwinglia je postojala samo mogućnost Krista blagovati samo na duhovni način iz razloga što je on Kristovu prisutnost razumijevao samo kao tjelesnu i materijalnu. Luther ne shvaća tjelesnu prisutnost kao materijalnu.  Za njega je sakramentalno jelo jedna nadopunjujuća stvarnost duhovnom blagovanju a ne suprotnost. Općenito je Bucer mislio da je mnogo toga u ovoj kontraverzi oko euharistije samo svađa oko terminologije. On niječe religioznu korisnost i nužnost tjelesne Kristove prisutnosti. Njegova prednost je to što on za razliku od Zwinglia nije upao u metafizički dualizam. Bucer razlikuje stoga između izvanjskog i duhovnog ili unutarnjeg i po tome je on u svom razmišljanju bliži misticima. On dolazi do zaključka da se samo kruh tj. znak Kristova tijela prima ustima a istovremeno duša prima istinsko Tijelo Kristovo. To se događa na isti način kao što je Isus predao svoje tijelo, kako stoji u Iv 6 već na posljednjoj večeri. Bucer ujedinjava dva shvaćanja: prvo shvaćanje jest to da je euharistija namjerno pojašnjenje Iv 6, 51s. I drugo shvaćanje je to da je sakrament vidljivo i zemaljsko predstavljanje božanske Riječi (Augustin). Odatle slijedi za Bucera da se kod mise radi o paralelizmu dviju stvarnosti: jedne predstavljajuće i druge predavajuće. «Usta primaju kruh, dok usta vjere istinsko tijelo Krist». Ova Bucerova izjava našla je svoje mjesto kasnije u «Book of common prayer».
Carnmer se razlikuje u svojim formulacijama od Bucera zato što se on ne služi isključivo biblijskim jezikom i zbog toga su njegove izjave jasnije. «We say not that the body of Crist is corporally, naturally and carually either in the bread and wine or forms of bread and wine, or in them that eat and drink there-of: but we say that he is corporally in heaven only, nad spiritually in them that worthily eat and drink the bread and wine.»
Carnmer u svome mišljenju pokazuje tendencije slične Bucerovim što je očito u njegovu odgovoru na pitanje postoji li dostojno i nedostojno primanje pričesti: «Nitko ne jede Kristovo tijelo niti pije njegovu krv. Krista blaguje na duhovan način svaki vjernik bez obzira prima li sakrament euharistije, nego samim time što je član Njegovog mističnog tijela – Crkve».
Radikalni anglikanski teolozi su otišli tako daleko da su uspoređivali predodžbu od jedenju Kristova tijela kod mise čak s kanibalizmom. Nadbiskup John Tilloston išao je u svojim diskursima protiv transsupstancijacije tako daleko da je pojam hokus-pokus izvodio iz latinskog hoc est corpus.  Dalje on piše da je to smiješno čak i da je skandal vjerovati da se kod svete mise jede meso Sina Čovječjega i da se pije njegova krv. «Što li čovjek može učiniti nedostojnije prema svom prijatelju? Na koji barbarskiji način bi on mogao iskoristiti svoga prijatelja nego da na gozbi uživa njegovo živo tijelo i krv?»
Anglikanska Crkva je doživjela u 19. st. odlučujući preokret za koji je zaslužan tzv. Oxfordski pokret (John Henry Newman). Realna prisutnost Krista u euharistiji je bila ponovno otkrivena. Novo shvaćanje euharistije je bilo vrlo srodno katoličkom shvaćanju pa se stoga taj pokret nazivao i anglo-katolicizmom. Danas postoje u Anglikanskoj Crkvi oba shvaćanja euharistije, od anglo-katolicizma do radikalnog anglikanizma.

### Metodistička Crkva
Metodistička Crkva koja je izrasla iz anglikanske tradicije polazi od stvarne osobne i žive prisutnosti Isusa Krista u euharistiji ali to ne želi potpuno objasniti. Nauk o transsupstancijaciji metodisti odbijaju. Euharistija je sakrament, euharistija (zahvala), zajedništvo Crkve, prisjećanje i sredstvo milosti Božje. Euharistija je također i žrtva ali ne kao da bi bila ponovljena žrtva Kristova nego ponovno predstavljanje žrtve Kristove, pri čemu Crkva samu sebe zajedno s Kristom daje za žrtvu (Rim. 12.1). Euharistija je za metodiste slavlje čitave Crkve, svi kršćani su dobrodošli, čak i nekršteni ako u vjeri žele sudjelovati. Nikom se ne smije odbiti da bude nazočan euharistiji zbog njegove dobi ili manjkavog razumijevanja. Euharistija je liturgijsko slavlje kod kojeg uvijek predsjeda jedan ordinirani svećenik. Metodistička Crkva je u 19. st. Aktivno sudjelovala u antialkoholističkoj kampanji i iz te tradicije polazi da kod euharistija upotrebljavaju sok od grožđa a ne vino.

### Reformirane Crkve
Crkve koje su slijedile nauk Zwinglia i Calvina, zastupale su stav da su kruh i vino samo znak za Isusa. Kad Isus kaže: «ovo je moje Tijelo», tada ovo treba shvatiti kako znači kaže Ulrich Zwingli. Po njemu, Euharistija je samo večera sjećanja na spomen Isusove žrtve. Za Zwinglia je tijelo prema Iv 6.63 «beskorisno», ono ne može hraniti naš duh. Bog prema njemu, djeluje više kao duh u duhu čovjeka. Prema tome je nauk o transsupstancijaciji za njega puka bedastoća.  Također su i za Calvina kruh i vino kod večere Gospodnje tek «znak i potvrda» Kristove prisutnosti koju na tjelesan način možemo naći samo u visinama - u Nebu. Samo tamo se nalazi tjelesni Isus. Dakle, nema smisla Isusa tražiti ovdje na zemlji u kruhu i vinu. Nebesko tijelo Kristovo možemo iskusiti samo vjerom u njega.

### Baptisti
Reformističko shvaćanje euharistije slično je kod mnogih slobodnih Crkava pogotovo kod baptista. Oni naglašavaju prije svega karakter zajedništva u euharistiji i to mnogo jače nego reformirane Crkve.  Mjesna zajednica vjernika okuplja se za stol Gospodnjih kako bi iz ruke Isusa Krista primili kruh i kalež kao znak njegove ljubavi. Ovo je također vidljivo i u formalnom obrascu baptističke liturgije: dok kod reformiranih crkava sudionici euharistijskog slavlja izlaze iz svojih redova i prilaze k stolu kako bi se pričestili kruhom i vinom baptisti ostaju na svojim mjestima, a kruh i vino im bivaju doneseni od strane đakona. Oni sami pružaju dalje svojim susjedima uz riječi blagoslova. Tko se ne želi pričestiti jednostavno propusti da kruh i kalež prođu pored njega do sljedećeg susjeda.

### Adventisti sedmog dana
Adventisti definiraju svoje shvaćanje euharistije na sljedeći način: kod euharistije primamo kruh i vino kao znak za tijelo i krv Isusa Krista i tako izražavamo svoju vjeru u Isusa Krista gospodina i otkupitelja. Euharistijom naviještamo smrt Gospodnju dok on ponovno ne dođe. Svaki vjernik bi prije sudjelovanja na euharistiji trebalo da ispituje svoju savjest, da ponovo dođe u pokajanje i ispovijedi grijehe Bogu. Isus je naredio također i službu pranja nogu. Pranje nogu upućuje na nužnost ponovnog čišćenja i ono je izraz spremnosti služiti jedni drugima u poniznost, kao što je to Krist učinio. Pranje nogu treba povezivati naša srca u ljubavi. Svi kršćani mogu sudjelovati na euharistiji. Većina adventista održava euharistiju u pravilu svaka tri mjeseca.

### Vojska Spasa
Vojska spasa odbacuje sve sakramente kao nenužne i izvanjske stvari. Oni dakle ne slave euharistiju.

## Simbolika
Simbolički prikaz vitica vinove loze, grožđa i vina kao utjelovljenja Presvete Krvi Kristove u euharistijskom sakramentu javlja se u apsidama i mozaicima ranokršćanskih crkava V. i VI. stoljeća, od Ravenne i Akvileje preko Eufrazijeve bazilike u Poreču i bazilikama hrvatske obale jadrana do Nikopolisa, Lezbosa i Jordana. Jednako tako čest je motiv i u ikonografija, na vitrajima i oltarnim slikama.

## Pristup euharistiji
Prepuštanje euharistiji razlikuje se od vjeroispovijesti do vjeroispovijesti, pogotovo u pogledu pripadnosti Crkvi i u pogledu prisustvovanja djece kod euharistije.
Kod pravoslavaca mogu samo pravoslavni kršćani sudjelovati kod euharistije (o tome na početku). 
U Rimokatoličkoj Crkvi dopušteno je prisustvovanje euharistiji svim pripadnicima Rimokatoličke Crkve nakon prve pričesti. Tu se još pribrajaju i kršćani koji pripadaju s Rimom sjedinjenim Crkvama, koje crkveno pravo u tome ne priječi. Pogledaj kanon 912 zakonika kanonskog prava.
U drugim tzv. Katoličkim Crkvama kao npr. kod starokatolika su k stolu Gospodnjem pozvani svi kršćani koji su primili prvu pričest ili potvrdu.
U Luteranskim i reformiranim Crkvama dopušta se pričest svim krštenim vjernicima koji u pravilu moraju proći katehezu i primiti konfirmaciju. U zadnje vrijeme poučeni primjerom Švicarske Crkve sve više luteranskih i reformiranih crkava pripušta i djecu na pričest.
U nekim slobodnim crkvama se svi «ponovno rođeni kršćani»  pripuštaju sakramentu euharistije dok kod nekih samo oni koji su kršteni na temelju vlastite vjere u Isusa Krista.
Evangeličko-metodistička Crkva ne poznaje nikakva ograničenja kod pripuštanja euharistiji. Tko god poželi može i sudjelovati na misi i primiti euharistiju. Oni to argumentiraju činjenicom da je Isus sam domaćin večere i nitko nema pravo nekome braniti da sudjeluje.

## Euharistijsko zajedništvo
Neke denominacije imaju međusobnu euharistijsko zajedništvo. To znači da svi njihovi članovi koje tvore euharistijsko zajedništvo mogu sudjelovati na euharistijskom slavlju u drugim Crkvama članicama. Tako postoji euharistijsko zajedništvo npr. između svih luteranskih reformiranih i uniranih Crkava koje su se priključile Leuenberškoj konkordiji. Nadalje, između starokatoličke i evangeličke Crkve u Njemačkoj i Anglikanske Crkve, između latinske (Rimokatoličke) i s njom sjedinjenih istočnih katoličkih Crkava, između anglikanske i indijsko-pravoslavne Mar-Toma Crkve. Službeno je zajedničko slavlje euharistije između protestanata i katolika nemoguće.

## Pričest na usta ili na ruku?
Pojam "Pričest na usta" i "Pričest na ruku", koji je u redovitoj uporabi, zapravo je u sebi kriv, ne odgovara onom što se time hoće reći. Pričest je zapravo primanje Tijela i Krvi Gospodnje, čin kojim se u usta stavlja i jede njegovo Tijelo i pije njegova Krv. U tom je smislu svako primanje Tijela i Krvi Gospodnje zapravo Pričest na usta.